# Tun Abdul Razak
Tun Haji Abdul Razak bin Dato' Razak Hussein (ur. 11 marca 1922 w Pekanie w Pahang, zm. 14 stycznia 1976 w Londynie) – malezyjski polityk, premier (1970–1976).
Od 1950 pracował jako prawnik, w 1955 został aktywnym politykiem, w 1957 odegrał istotną rolę w uzyskaniu niepodległości Malajów od W. Brytanii. W latach 1957–1970 był wicepremierem i ministrem obrony i jednocześnie 1959-1969 ministrem rozwoju wsi, w 1970 objął urząd premiera, który sprawował do śmierci.